# Casa Seuler din Brașov
Casa Seuler este una din cele mai vechi clădiri din Brașov. Edificiul se află în Piața Sfatului din centrul istoric al orașului. Clădirea este situată în partea de nord-vest a pieței numită Șirul Inului, lângă Palatul Friedrich Czell. În secolul al XVIII-lea aceasta a fost locuită de familia Seuler, apoi de familia Herbertsheim, iar din 1767 a fost sediul comandamentul militar zonal. Casa Seuler este inclusă în lista monumentelor istorice din România sub numărul cod LMI BV-II-m-B-11583.

## Istoric
Clădirea barocă existentă pe acest loc din secolul al XVI-lea a ars în incendiul din anul 1689 și a fost reconstruită în 1709–1710 de medicul și magistratul Lukas Seuler. Ulterior ea a devenit proprietatea familiei Herbertsheim, fiind din nou reconstruită de primarul Samuel Herbert von Herbertsheim la mijlocul secolului al XVIII-lea.

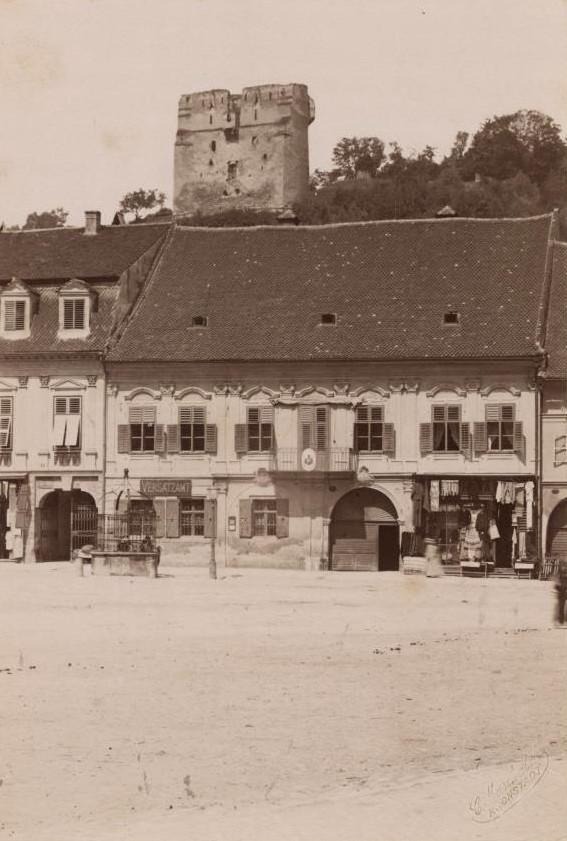
Casa Seuler în 1891 cu Turnul Alb în fundal

Numită și Casa Coloanelor, Casa Seuler a fost una dintre cele mai luxoase clădiri din Brașovul secolului al XVIII-lea, astfel încât administrația orașului a cumpărat-o pentru 10.000 de forinți în anul 1767, transformând-o în „Generalquartier” (Comenduirea militară a zonei Brașovului), reședința comandantului gărzii orașului, precum și a sediului gărzii de frontieră.
Fiind în același timp casă de oaspeți, aici au fost găzduiți printre alții împărații Austriei aflați în vizită la Brașov: Iosif al II-lea (în iunie 1783),  Francisc I (în iunie și septembrie 1817) și  Franz-Joseph (în iulie 1852). Clădirea a găzduit banca Kronstädter Allgemeine Sparkasse (Casa Generală de Economii) din 1835 și Casa de amanet a orașului din 1847.
După primul război mondial, Casa Seuler și-a schimbat destinația, devenind clădire de apartamente. Între 1919 și 1935, aici a funcționat și asociația culturală Casina română.
Clădirea a mai fost renovată între 1956 și 1958 sub conducerea arhitectului brașovean Günther Schuller, cel care a mai restaurat și Casa Negustorilor (Casa Hirscher), Poarta Ecaterinei, Turnul Alb, Bastionul Graft și alte secțiuni ale zidurilor Cetății.

## Descriere
Fațada neoclasică a clădirii este împodobită cu colonade corintice, iar ornamentele scutului de deasupra celor două intrări arcuite de la parter ilustrează stema familiei Seuler.
La parter există în prezent bănci, cafenele, restaurante, iar la etaj apartamente.
Aripile clădirii înglobează două curți interioare lungi, prin care se face accesul la „Zwinger-ul Notarilor” aparținând fostei cetăți a orașului, unde se mai pot vedea rămășițele zidului interior al castelului cu Turnul Notarilor. De aici, în secolul al XX-lea, s-a deschis un pasaj către Promenada din spatele zidurilor exterioare al Cetății (Aleea „După ziduri”), dar acesta a fost zidit atunci când promenada a fost renovată în 2002.
Zwingerul a fost folosit ca parcare la începutul secolului actual, dar ulterior a fost planificată transformarea acestuia într-o zonă pietonală și de atracție turistică. În 2020, parcarea a fost închisă, a fost redeschisă poarta spre Aleea „După ziduri”, iar zwinger-ul a fost redenumit Piața Brassai.

## Galerie de imagini

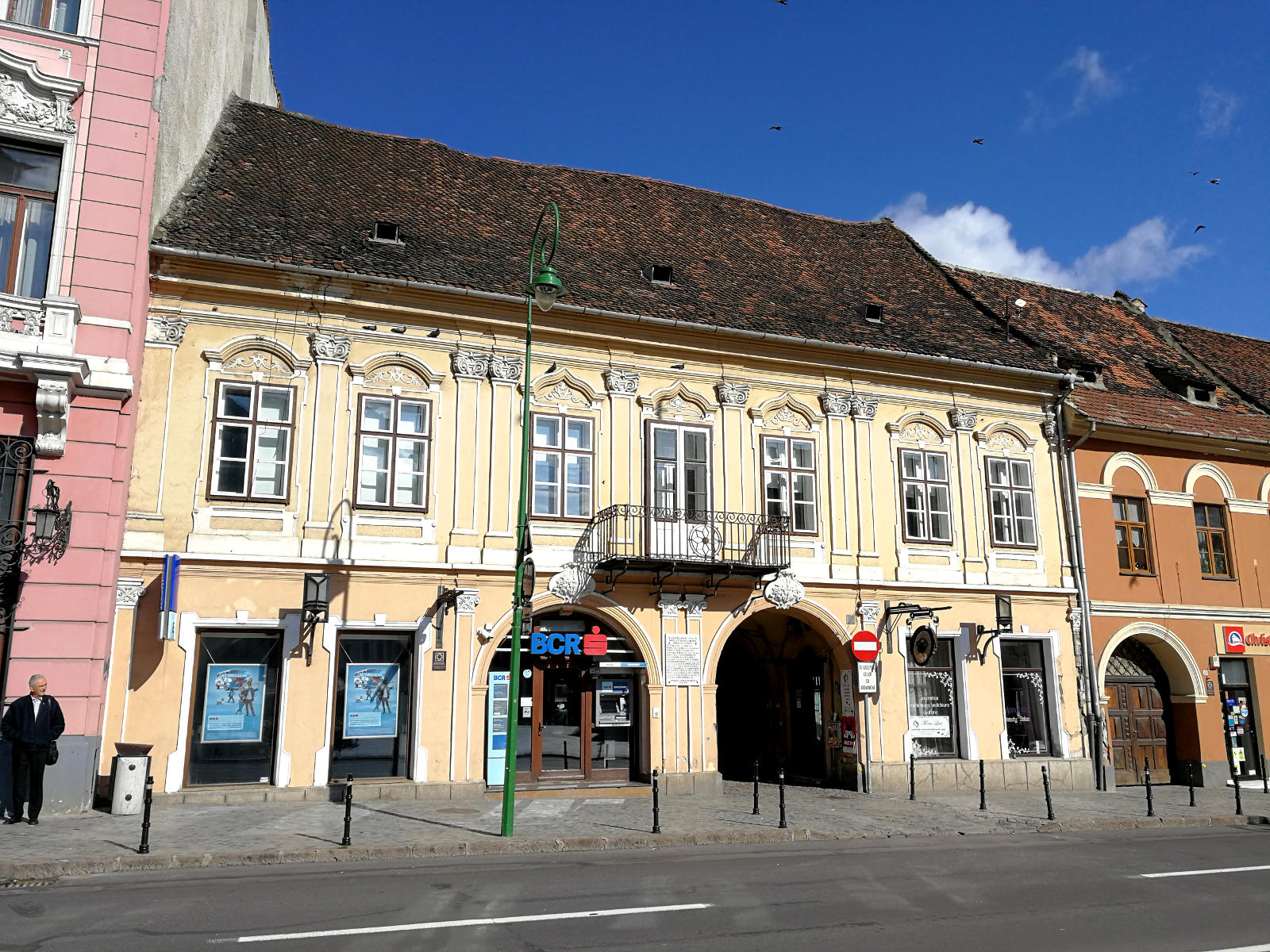
Casa Seuler
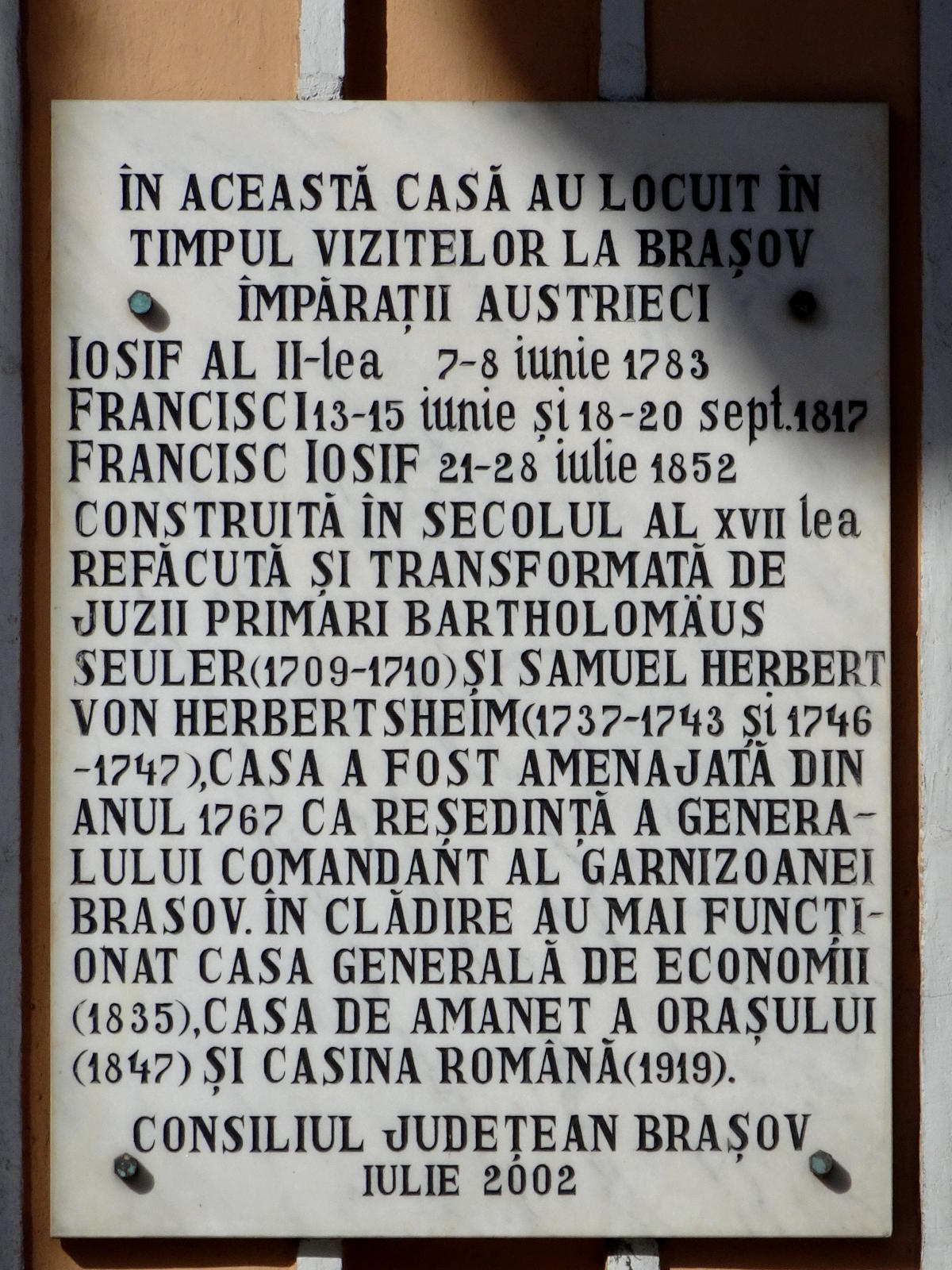
Placa cu informații de pe partea laterală a casei
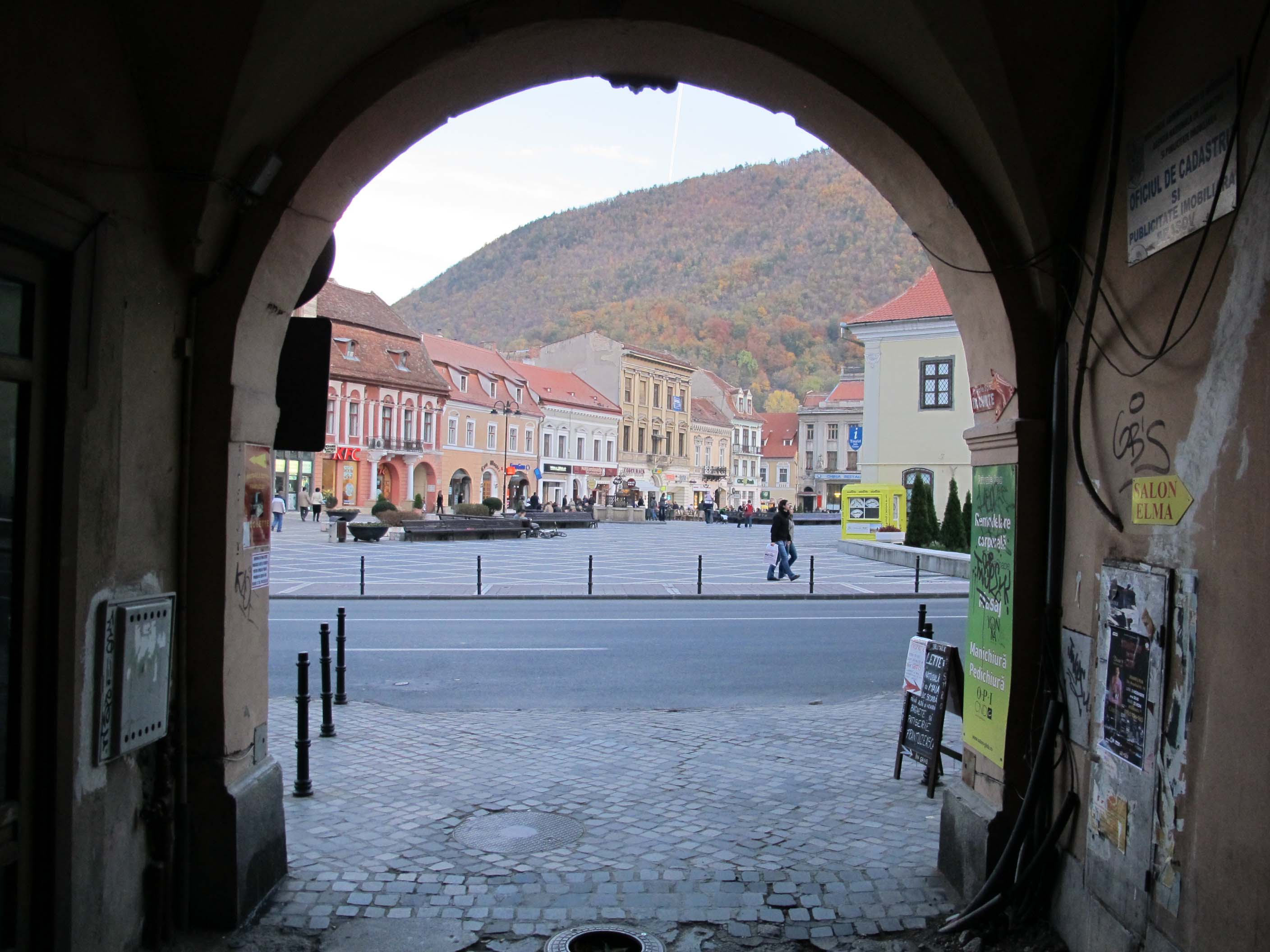
Casa Seuler - intrarea în curte
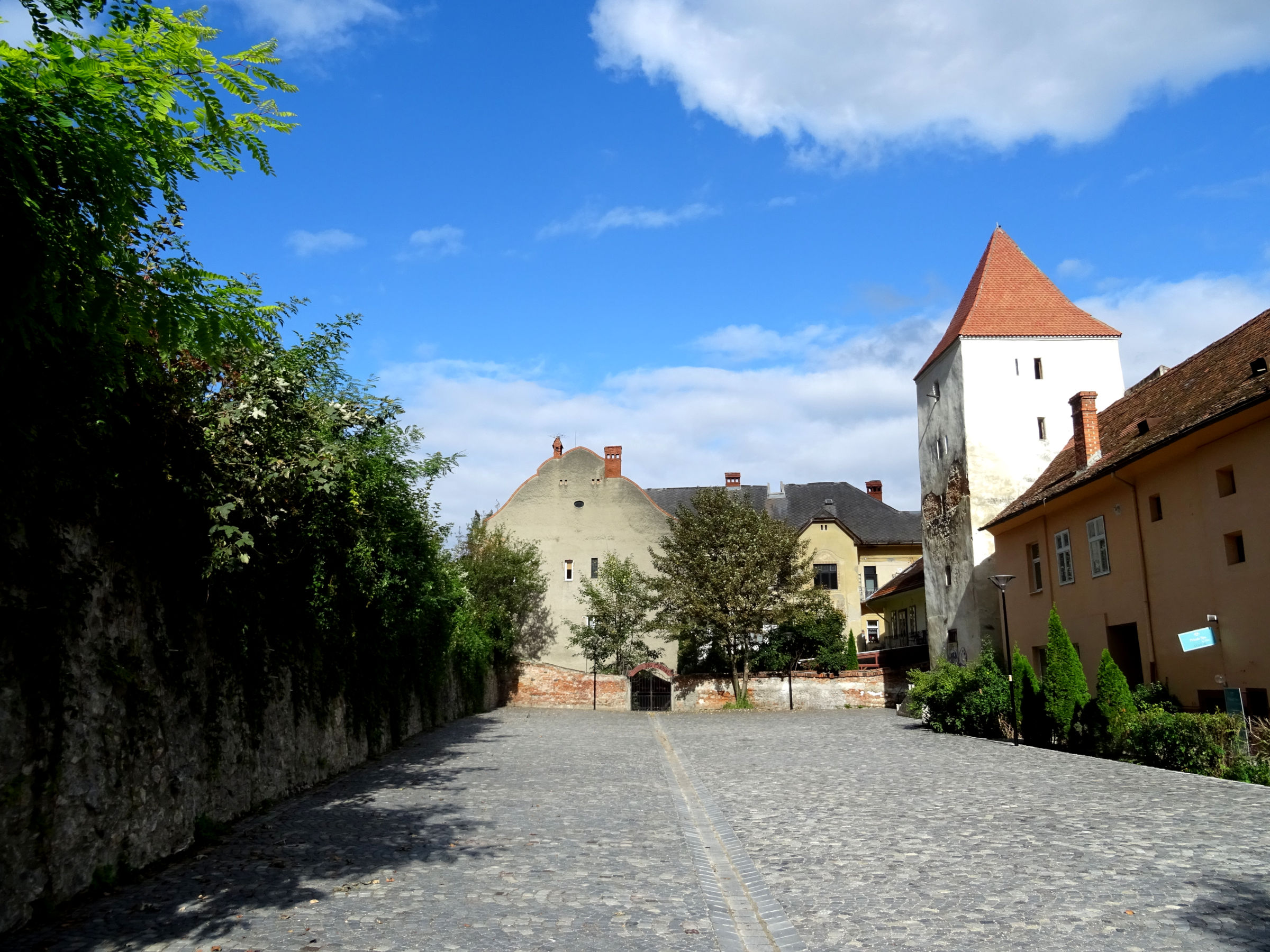
„Zwinger-ul Notarilor”